# Casa de Prudente de Moraes

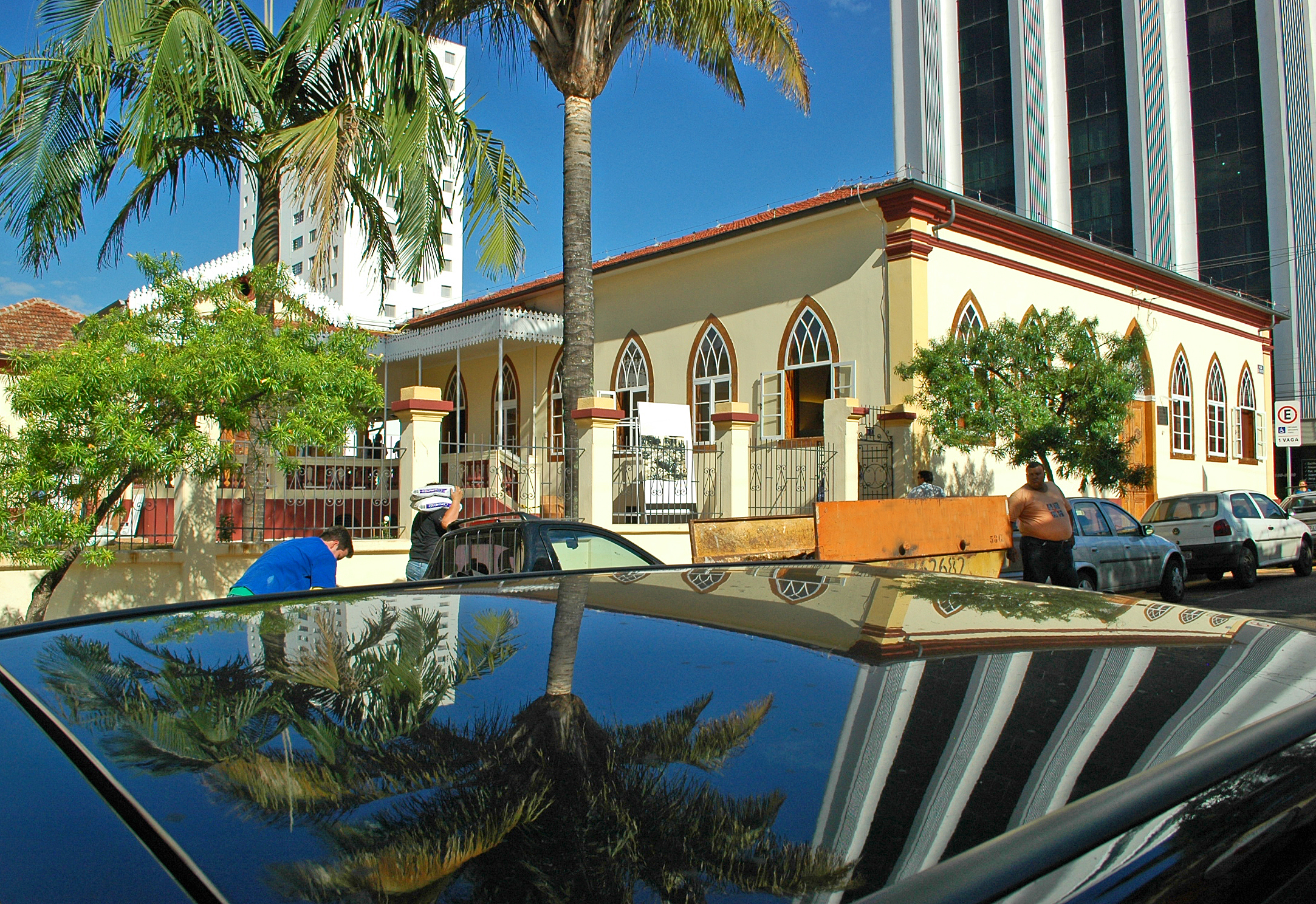
Museu Histórico e Pedagógico Prudente de Moraes

A Casa de Prudente de Moraes localizada à Rua Santo Antônio, nº 641, esquina com a 13 de Maio, em Piracicaba, foi a residência onde viveu e morreu, em 1902, Prudente de Moraes, que foi Presidente da República no período de 1894 a 1898.

## História
Conforme o artigo “A casa onde residiu e morreu Prudente de Moraes” publicado no Diário de Piracicaba em 31 de julho de 1960, consta escritura em novembro de 1869, detalhando que Prudente de Moraes comprou as partes de seus quatro irmãos no imóvel: uma casa de tijolos em construção, com o terreno, os materiais e as madeiras que ali se encontravam, tudo por três contos de réis. Os filhos tinham herdado a casa inacabada após o falecimento da mãe, D. Catharina Maria de Moraes. Relatos indicam que as primeiras tratativas entre os herdeiros para negociar a casa datam de 1866 e que, provavelmente, a compra realizou-se em 1867, tendo a escritura se efetivado em 1869. 
O lugar abrigou encontros de personalidades políticas de todo o Brasil. Em 1940, Julia, filha de Prudente de Moraes, vendeu o imóvel à Prefeitura Municipal. A Casa passou a abrigar instituições ligadas à educação até que, em 1956, por decreto do Governador Jânio Quadros, foi transformada no Museu Histórico e Pedagógico Prudente de Moraes. Tornou-se um dos primeiros museus do interior paulista.
A Casa de Prudente de Moraes foi tombada nas três instâncias: federal, no Instituto do Patrimônio Histórico e Artístico Nacional (IPHAN), o tombamento foi aprovado em 1969 e só foi efetivado em 2002; estadual, no 
Conselho de Defesa do Patrimônio Histórico, Arqueológico, Artístico e Turístico (CONDEPHAAT), o processo foi aberto em 1969 e encerrado em 1973; e municipal, no Conselho de Defesa do Patrimônio Cultural de Piracicaba (CODEPAC), o pedido foi aceito no final de 2004.

## Descrição
Na escritura constava como endereço do imóvel “Rua de Santo Antônio esquina da Rua das Flores”, hoje Rua Treze de Maio. O quintal fazia esquina com a Rua de Piracicaba, mostrando que o terreno adquirido por Prudente de Moraes no final da década de 1860 era maior do que o existente hoje.  Há registros de que o imóvel poderia ser considerado uma chácara, com belos jardins e árvores frutíferas,porém os anais da história mostram que a arquitetura atual do edifício não contempla os jardins, apenas a construção onde se situa o atual Museu Histórico e Pedagógico Prudente de Moraes.
Possuía um estilo de construção típica das casas térreas urbanas da segunda metade do século XIX: um corredor central que levava da rua à varanda, à sala de estar e de jantar, e era ladeado na frente pelas salas de visita e na parte central pelos dormitórios e alcovas. No fundo da casa, sob puxados, ficavam os serviços e, na frente, entre o corredor e a porta, havia uns poucos degraus. Os tijolos e as vergas ogivais já eram comuns naquela época. 
Possuía porão baixo destinado à ventilação, planta em “L”, nos alinhamentos frontais do lote de esquina, destacavam-se, nas elevações, os arcos ogivais de suas esquadrias. Passou por uma reforma em 1957 para a instalação do atual Museu Histórico e Pedagógico Prudente de Moraes.